# Batalha de Santiago de Cuba
A Batalha de Santiago de Cuba, foi travada entre a Espanha e os Estados Unidos em 3 de julho de 1898, foi a maior batalha naval da Guerra Hispano-Americana e resultou na destruição da esquadra do Caribe da marinha espanhola.

## Antecedentes

### Frota espanhola
Os espanhóis perceberam que a guerra seria decidida pela campanha em Cuba. Mesmo antes do início das hostilidades, o almirante Pascual Cervera y Topete tinha sido despachado da Espanha, com o destino final de Cuba. Na melhor das hipóteses os espanhóis esperavam mostrar a bandeira em sua maior colônia do Novo Mundo restante, na pior das hipóteses, eles esperavam ter uma força de preparada para enfrentar a poderosa Marinha dos Estados Unidos.
Havia contrastes marcantes entre a esquadra de Cervera e a esquadra perdida pelo almirante Patricio Montojo y Pasarón na Batalha da Baía de Manila, nas Ilhas Filipinas em 1 de maio de 1898. Esquadra de Montojo tinha sido composta por navios obsoletos destinados principalmente para a arrecadação de receitas, enquanto a esquadra de Cervera foi composta de muitos navios de guerra modernos, todos os quais foram poucos anos de idade na época dessa batalha. Esquadra de Montojo tinha praticamente nenhuma capacidade de lançamento de torpedos, enquanto Cervera trouxe com ele os destroyers Pluton, Terror e Furor, três dos navios de guerra com torpedos armados mais avançados do mundo na época. Essa pequena frota de destroyers foi comandada pelo capitão Fernando Villaamil, conhecido como o criador do conceito destroyer. Esquadra de Montojo foi quase inteiramente sem blindagem, enquanto quase todos os navios de guerra de Cervera foram protegidos por blindagem de algum tipo.
No entanto, é evidente a partir dos registros do tempo e dos próprios escritos de Cervera que o almirante espanhol tinha a sensação de que ele estava navegando a sua desgraça. Os mecanismos de culatra em muitas das armas espanholas eram perigosamente defeituosos, causando obstruções e outros percalços. Muitas das caldeiras dos navios estavam na necessidade de reparação; vários navios, incluindo o cruzador blindado Vizcaya, precisava desesperadamente de limpeza a fundo como eles estavam sofrendo de arrasto extra, devido a bioincrustação. Pior ainda, muitas das equipes de armas estavam fora de prática, tendo pouca experiência com disparo de munição real, devido a cortes orçamentais navais desde a Guerra do Rife em 1893-1894 e prioridade de financiamento dado ao exército espanhol. O navio mais bem protegida na frota de Cervera, a segunda geração do cruzador blindado Cristóbal Colón, ainda não tinha sido instalada a bateria principal e em vez disso carregavam armas de madeira de manequins.
No início do ano, Cervera tinha tentado convencer o Ministério Naval, um corpo burocrático responsável por governar almirantado da Espanha, que a melhor estratégia de colocar resistência sobre os americanos perto das Ilhas Canárias. Aqui, a frota poderia ser redesenhada, recolocada e reformulada. Seria, então, estar dentro da faixa das vastas reservas de munição estabelecidas na Espanha e do poder de fogo do "Home Squadron". Cervera argumentou que ele poderia, então, encontrar a frota dos Estados Unidos e destruí-la. Esta estratégia foi aprovada por todos os oficiais sob seu comando e muitos na "Home Squadron", mas foi rejeitada pelo Almirantado. Próprio receio de Cervera revelou a gravidade da situação enfrentada:
É impossível para mim dar-lhe uma ideia da surpresa e consternação vivida por todos no recebimento do pedido de navegar. Na verdade, essa surpresa é bem justificada, pois nada se pode esperar desta expedição, exceto a destruição total da frota ou o seu regresso apressado e desmoralizado.

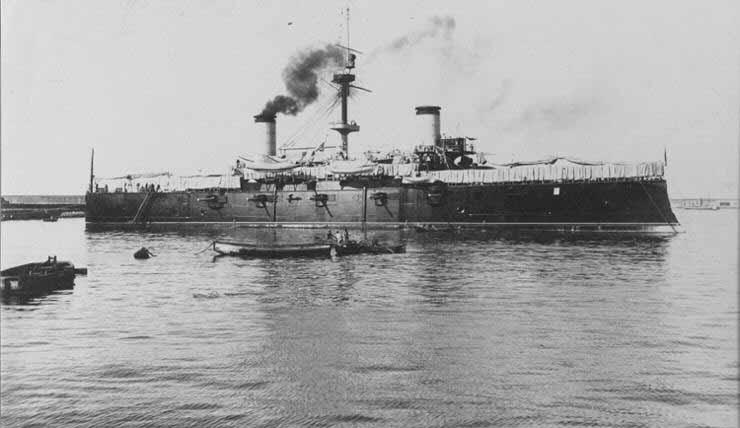
Cristóbal Colón

Em 30 de abril, Cervera foi para Cabo Verde, e o pânico tomou conta da população dos Estados Unidos, que não sabia o que seus navios poderiam fazer: atacar a costa leste, em grande parte indefesa enquanto a frota navegava sobre na tentativa de engajá-lo, saquear navios americanos, ou talvez navegar ao longo do Potomac e abrir fogo em Washington, D.C.
Cervera conseguiu escapar da frota dos Estados Unidos durante várias semanas, confundindo seus colegas americanos e conseguir recarregar carvão no processo. Enquanto isso Villaamil, que estava em desacordo com ambas as direções da guerra instável do Governo espanhol e da estratégia bastante passiva de Cervera, defendeu tentando compensar a superioridade das forças americanas pelo espalhamento da frota e tomar a iniciativa através de ações rápidas e dispersas; Ele até se ofereceu para liderar um ataque de diversão para Nova York com seus destroyers, mas suas propostas não foram aceitas.
Finalmente, em 29 de maio, após várias desgraças, Cristóbal Colón foi flagrado no porto de Santiago de Cuba por uma esquadra americana.

### Frota americana
Com exceção da esquadra do Comodoro George Dewey no Pacífico, quase todos os navios de guerra da Marinha os Estados Unidos estavam perto ou no seu caminho para Cuba. Apenas um punhado de reabilitados da era da Guerra Civil Americana da United States Revenue Cutter Service Manteve-se para defender a costa dos Estados Unidos.
Os elementos principais das forças dos Estados Unidos em águas cubanas foram divididos entre dois homens: o contra-almirante William T. Sampson da Esquadra do Atlântico Norte e do Comodoro Winfield Scott Schley e "Flying Squadron".
Na manhã de 29 de maio, a esquadra de Cervera foi avistada para dentro da segurança da Baía de Santiago, Cuba, por elementos da "Flying Squadron". Em 31 de maio, Schley foi acompanhado por Sampson, que assumiu o comando da situação e instruiu um bloqueio geral.

### Impasse no Porto de Santiago
Enquanto Cervera permaneceu dentro do porto de Santiago, sua frota era relativamente segura. As armas da cidade foram bastante suficientes para compensar as deficiências em seu próprio país, ea área foi bem defendida com minas marítimas, torpedos e outros obstáculos. No entanto, Cervera foi terrivelmente derrotado. Apesar de seus navios modernos, que eram muito poucos, e os seus problemas técnicos agravado suas preocupações. O fracasso do governador de Cuba para ajudar com os reparos dos navios na esquadra de Cervera tornou a situação ainda mais desesperadora.
Por mais de um mês, as duas frotas se enfrentaram, com apenas alguns conflitos inconclusivos resultantes. Por sua parte, Cervera se contentou em esperar, esperando o mau tempo para dispersar os americanos para que ele pudesse fazer uma corrida para uma posição mais favorável para enfrentar o inimigo. No entanto, as forças terrestres americanas começaram a ir para Santiago de Cuba, e até o final de junho de 1898, Cervera se viu incapaz de permanecer em segurança no porto. Ele teria que sair imediatamente se a frota era para ser salva.
A fuga estava prevista para 09h00 de domingo, 3 de julho. Este parecia ser o momento mais lógico: os americanos estariam em cultos religiosos, e esperar até a noite serviria apenas para tornar a fuga muito mais traiçoeira.

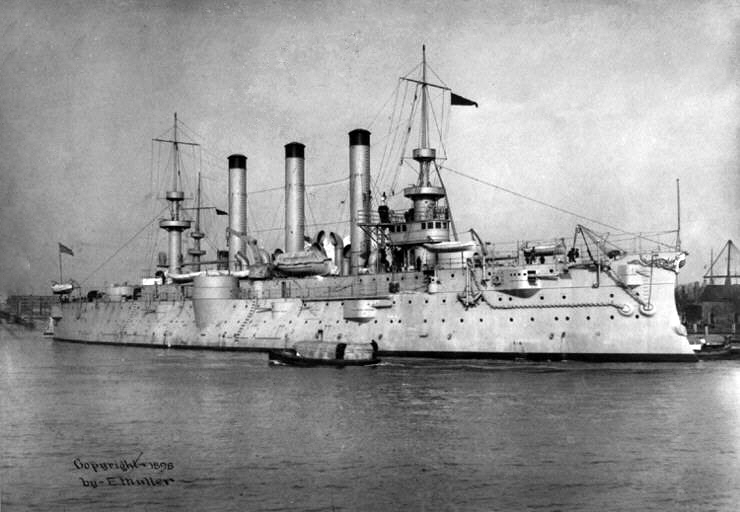
USS Brooklyn

Por volta das 08:45, assim como seus navios tinha deslizado suas amarras, almirante Sampson e dois navios do seu comando, sua capitânia, o cruzador blindado USS New York, e o torpedeiro USS Ericsson haviam deixado suas posições para uma viagem a Siboney e uma reunião com o major-general William R. Shafter do Exército dos Estados Unidos. Isso abriu uma brecha na porção ocidental da linha bloqueio americano, deixando uma janela para Cervera. Sampson New York foi um dos dois únicos navios da esquadra rápida o suficiente para capturar Cervera se ele conseguir romper o bloqueio. Além disso, o navio de guerra USS Massachusetts haviam deixado naquela manhã. Com a saída do almirante Sampson, que havia sinalizado "desconsiderando movimentos da capitânia", comando imediato transferida para Comodoro Schley em cruzador blindado USS Brooklyn, que agora tornou-se o capitânia de facto do bloqueio dos Estados Unidos.
Assim, a formação do bloqueio americano naquela manhã consistiu do Brooklyn de Schley, seguido pelos navios de guerra USS Texas, Oregon, Iowa e Indiana e os cruzadores auxiliares USS Vixen e Gloucester.
Às 09h35, o navegador do Brooklyn avistou uma nuvem de fumaça saindo da foz do porto. Ele ansiosamente sinalizou para o resto da frota:
O inimigo está saindo!

## Batalha

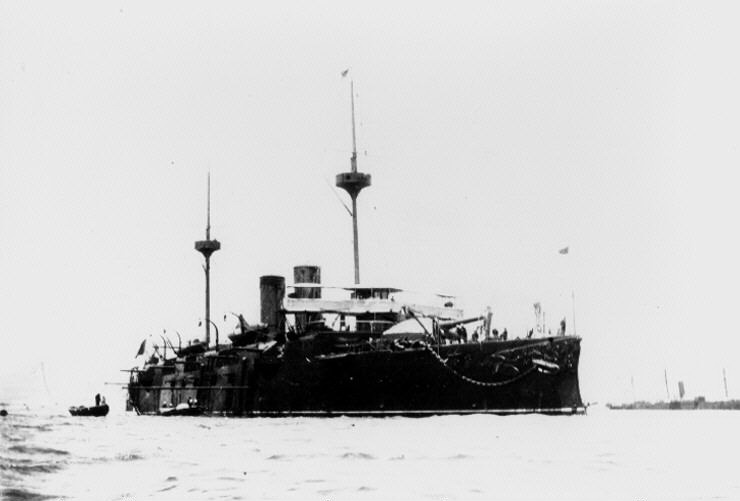
Infanta Maria Teresa em São Vicente

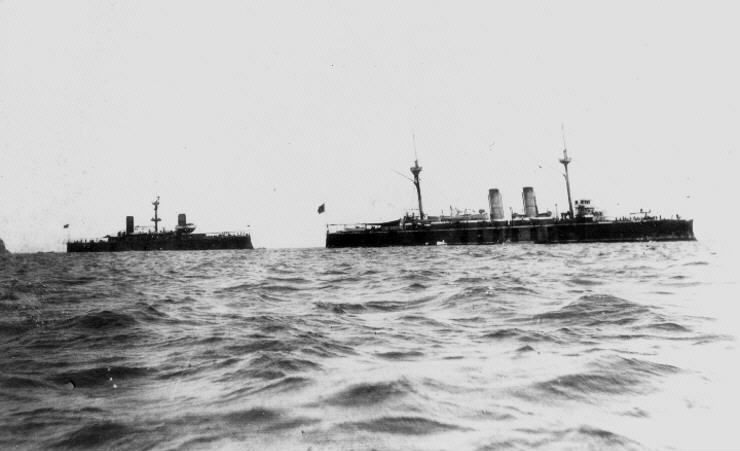
Cristóbal Colón (esquerda) e Vizcaya

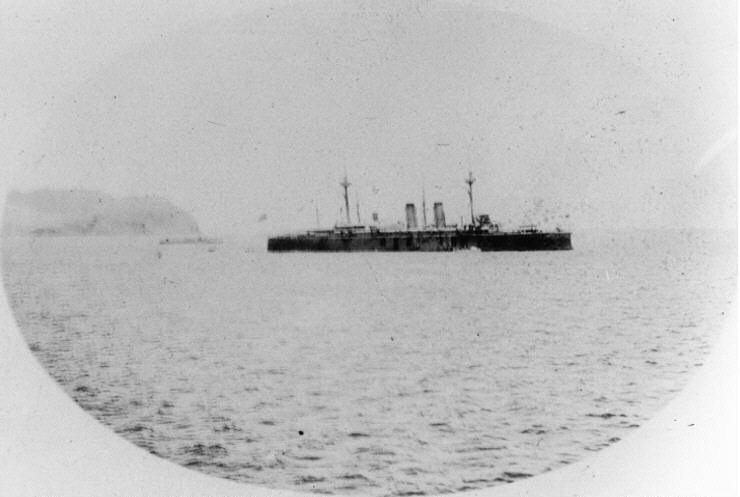
Almirante Oquendo em São Vicente na segunda metade do mês de abril de 1898

Os navios espanhóis começaram a sua corrida da foz da baía de Santiago por volta de 09:45, viajando em uma linha difícil pela frente. Na liderança foi da capitânia de Cervera, o cruzador blindado Infanta Maria Teresa, seguido pelos cruzadores blindados Vizcaya, Cristóbal Colón, e Almirante Oquendo, e finalmente os torpedeiros destroyers Furor e Pluton. Os quatro cruzadores imediatamente cortaram na direção sudoeste, na tentativa de entrar no mar aberto antes que a força dos Estados Unidos que bloqueiam poderia responder.
A batalha começou quase imediatamente, os primeiros tiros serem disparados por Cervera do Infanta Maria Teresa como que se esforçou para ganhar o espaço a oeste na linha de bloqueio antes de Brooklyn poder fechá-lo. Enquanto o espanhol tinha tomado a iniciativa de começar o engajamento, dois fatores desaceleraram sua fuga. O primeiro era o problema persistente experimentado em manter a velocidade apropriada de Vizcaya; o segundo foi a má qualidade da maior parte do carvão dos espanhóis detém. Um esperado re-fornecimento de alta qualidade do carvão Cardiff da Grã-Bretanha tinha sido capturado, juntamente com o seu transporte, pelo cruzador auxiliar americano USS Saint Paul em 25 de maio.
Ao avistar os navios espanhóis emergentes, os bloqueadores americanos tiveram que virar para o sul, uma vez que todos tinham sido voltados para a entrada do porto. Brooklyn liderada praticamente em linha reta para Infanta Maria Teresa no início, mas quando parecia que ela seria cercada por todos os quatro cruzadores espanhóis, Comodoro Schley ordenou um "laço retrógrada", que a puxou para longe, e, em seguida, ao lado, a linha de navios espanhóis fugindo para sudoeste. Esta manobra tem sido controversa desde então, porque na névoa da batalha gerada pelas armas e dos navios (o vento soprando em direção aos americanos), ele parecia ameaçar Texas com colisão e capitão Philip do Texas ordenou que ela reverter motores por seis minutos interpôs o Texas à beira da estagnação até o Brooklyn passou pela proa do Texas. Texas, em seguida, virou para trás do Brooklyn mas Oregon, em seguida, passou a bombordo do Texas e mascarando fogo. Oregon, inicialmente foi para a parte de trás da ação, mas o navio mais veloz da frota dos Estados Unidos, logo passou do Indiana, que teve um problema no motor e poderia fazer apenas 9 kn (17 km/h) no momento da batalha. Iowa tinha começado a partir de uma posição de desvantagem e passou por Infanta Maria Teresa e virou para a perseguição. Como Iowa foi passado por sua vez de Cristóbal Colón, o navio espanhol atingiu com dois tiros de sua bateria secundária. Um deles, atingido perto da linha de água do Iowa cansando danos para retardar, portanto, engajado Almirante Oquendo, na retaguarda de quatro cruzadores de Cervera.
Ao invés de expor a totalidade de sua frota para a linha de batalha americana, Cervera havia sinalizado seus outros navios para continuar para o sudoeste, enquanto ele tentou cobrir a sua fuga, envolvendo diretamente Brooklyn, seu inimigo mais próximo. Apesar do Brooklyn foi atingido mais de 20 vezes durante a batalha, mas sofreu apenas duas vítimas, enquanto o seu fogo de retorno resultou na morte da tripulação da ponte de Cervera e graves danos ao navio em geral. Sob este castigo brutal, Infanta Maria Teresa começou a queimar furiosamente. Cervera ordenou a encalhar em águas rasas ao longo da costa cubana, que ela estava completamente destruída e em chamas. Almirante Cervera sobreviveu e foi resgatado, perto de Punta Cabrera pela tripulação do Gloucester.
O resto da frota espanhola continuou a sua corrida para o mar aberto. Almirante Oquendo foi atingida repetidamente por Iowa e expulsos da batalha pela detonação prematura de uma munição presa em um bloco de mecanismo da culatra defeituoso de 280 mm da torreta. A explosão de uma caldeira, e ela foi condenada e afundada por seu mortalmente ferido Capitão Lazaga. Pluton e Furor fizeram uma corrida em uma direção oposta do resto da esquadra espanhola. Na primeira tomada fogo leve do Gloucester e depois, fatalmente, bombardeamentos dos navios de guerra Iowa, Indiana, e, eventualmente, New York, comandada pelo contra-almirante Sampson que tinha virado sua capitânia de volta e estava correndo para se juntar à luta. Furor foi afundado antes de tomar a praia, com o corpo sem vida de seu comandante Villaamil e vários de seus mar-companheiros; Pluton conseguiu encalhar-se, mas explodiu.
Vizcaya, estava bloqueado em um duelo de canhões por quase uma hora com o Brooklyn. Apesar dos navios a vapor lado a lado com a capitânia de Schley em cerca de 1 100 m, e mesmo com um bom tiro que nocauteou um canhão secundário a bordo do Brooklyn, quase nenhum dos cerca de 300 tiros dos espanhóis causou danos significativos, enquanto o Brooklyn bateu Vizcaya com eficácia. Reclamações posteriores por parte do almirante Cervera, e depois de pesquisa por historiadores, sugeriram que cerca de 85% das munições espanholas em Santiago foi totalmente inútil, ou com defeito ou simplesmente preenchido com serragem, como medida de redução de custos para a prática de tiro. A munição americana não tinha essas questões de letalidade. Vizcaya continuou a luta até esmagar, e até o final do engate que ela tinha sido atingida até 200 vezes pelo fogo do Brooklyn e Texas. Brooklyn tinha fechado com uma precisão de 870 m quando ela finalmente fez um disparo de 200 mm que, segundo testemunhas, pode ter detonado um torpedo que estava sendo preparada para o lançamento. Uma grande explosão se seguiu, Vizcaya deixou de ser militarmente eficaz e o incêndio ficou fora de controle. Puxaram para baixo a sua bandeira e viraram em direção à praia para encalhar-se a si mesma.
Dentro de pouco mais de uma hora, cinco dos seis navios da esquadra espanhola do Caribe havia sido destruída ou obrigadas encalhar. Apenas um navio, o rápido novo cruzador blindado Cristóbal Colón, ainda sobreviveu, navegando tão rápido quanto podia para o oeste para a liberdade. Apesar de moderno em todos os aspectos e, possivelmente, o navio mais veloz ou frota, Cristóbal Colón tinha um sério problema: Que tinha sido apenas recentemente adquirido da Itália, e sua principal canhão de 250 mm ainda não foi instalado devido a um problema contratual com a empresa britânica de Armstrong. Por isso, ela partiu com os principais torretas vazias, embora mantendo a bateria secundária de 150 mm. Mas neste dia, a velocidade era a sua principal defesa.
Em sua melhor taxa de velocidade quase 20 kn (37 km/h), Cristóbal Colón lentamente se distanciou da frota dos Estados Unidos que o perseguia. Sua antagonista mais próxima, USS Brooklyn, começou a batalha com apenas dois de seus quatro motores acoplados, por causa de sua longa estadia na linha de bloqueio, e conseguiu apenas 16 kn (30 km/h). Quanto ao Brooklyn ineficaz disparam tiros de 200 mm no Cristóbal Colón que desaparecia rapidamente, havia apenas um navio da frota dos Estados Unidos com a chance de manter a perseguição, o Oregon. 

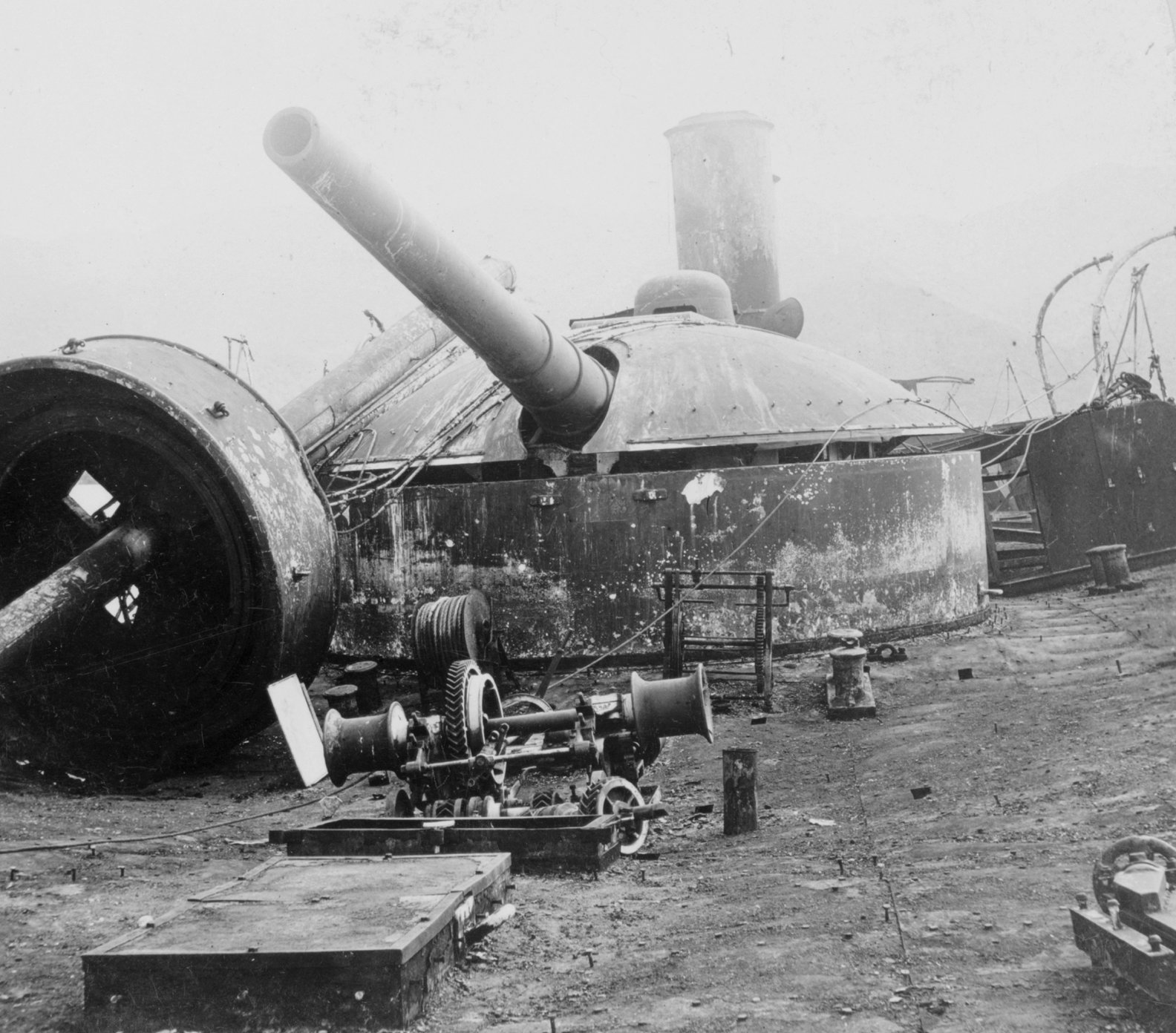
Naufrágio do Vizcaya

Por 65 minutos, Oregon perseguiu Cristóbal Colón. Cristóbal Colón teve que abraçar a costa e não foi capaz de virar em direção ao mar aberto, porque Oregon estava parado cerca de 2,4 km do curso do Cristóbal Colón e teria sido capaz de fechar mortalmente a diferença havia Cristóbal Colón virou-se para um curso mais ao sul.
Finalmente, três fatores convergiram para acabar com a perseguição: Primeiro, Cristóbal Colón tinha corrido através de sua oferta de alta qualidade do carvão Cardiff e foi forçado a começar a usar um grau inferior obtido das reservas espanholas em Cuba. Segundo, uma península que se projeta para fora da costa logo forçou ele a virar para o sul, atravessando o caminho de Oregon. E Terceiro, na o Brooklyn, Comodoro Schley sinalizou para o Capitão Charles Clark do Oregon para abrir fogo. Apesar da escala imensa ainda separando Oregon e Cristóbal Colón, Oregon lançou um par de 330 mm contra o Cristóbal Colón.
Capitão Emilio Diaz Moreu, recusando-se a ver a sua tripulação morta sem nenhum propósito, de repente virou o Cristóbal Colón intacto em direção à foz do rio Tarquino e ordenou que as válvulas das escotilhas fossem abertas e a tripulação perceberam o encalhe. Sua bandeira descendente marcou o fim do poder naval da Espanha no Novo Mundo.
Como os navios da frota dos Estados Unidos atravessou a carnificina, resgatando como muitos sobreviventes espanhóis quanto possível, um oficial foi pescado por marinheiros do Iowa. Este homem provou ser o capitão Don Antonio Eulate do Vizcaya. Ele agradeceu aos seus salvadores e apresentou a sua espada ao capitão Robley Evans, que devolveu-o como um ato de cavalheirismo.

## Consequências
A batalha foi o fim de qualquer presença naval espanhola notável no Novo Mundo. Isso forçou a Espanha a reavaliar sua estratégia em Cuba e resultou em um bloqueio cada vez mais rigorosas da ilha. Enquanto os combates continuaram até agosto, quando o Tratado de Paris foi assinado, todos os sobreviventes dos navios importantes espanhóis foram agora poupados para defender sua pátria, deixando apenas as unidades isoladas de navios auxiliares para defender a costa. Controle incontestado dos Estados Unidos dos mares ao redor de Cuba fez o reabastecimento da guarnição espanhola impossível e sua rendição inevitável.

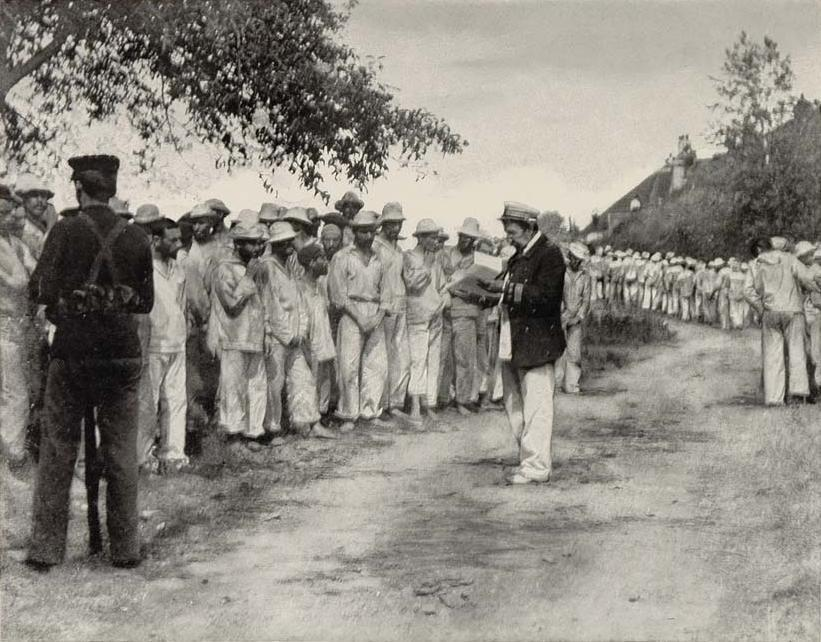
Prisioneiros de guerra da marinha espanhola na Ilha de Seavey

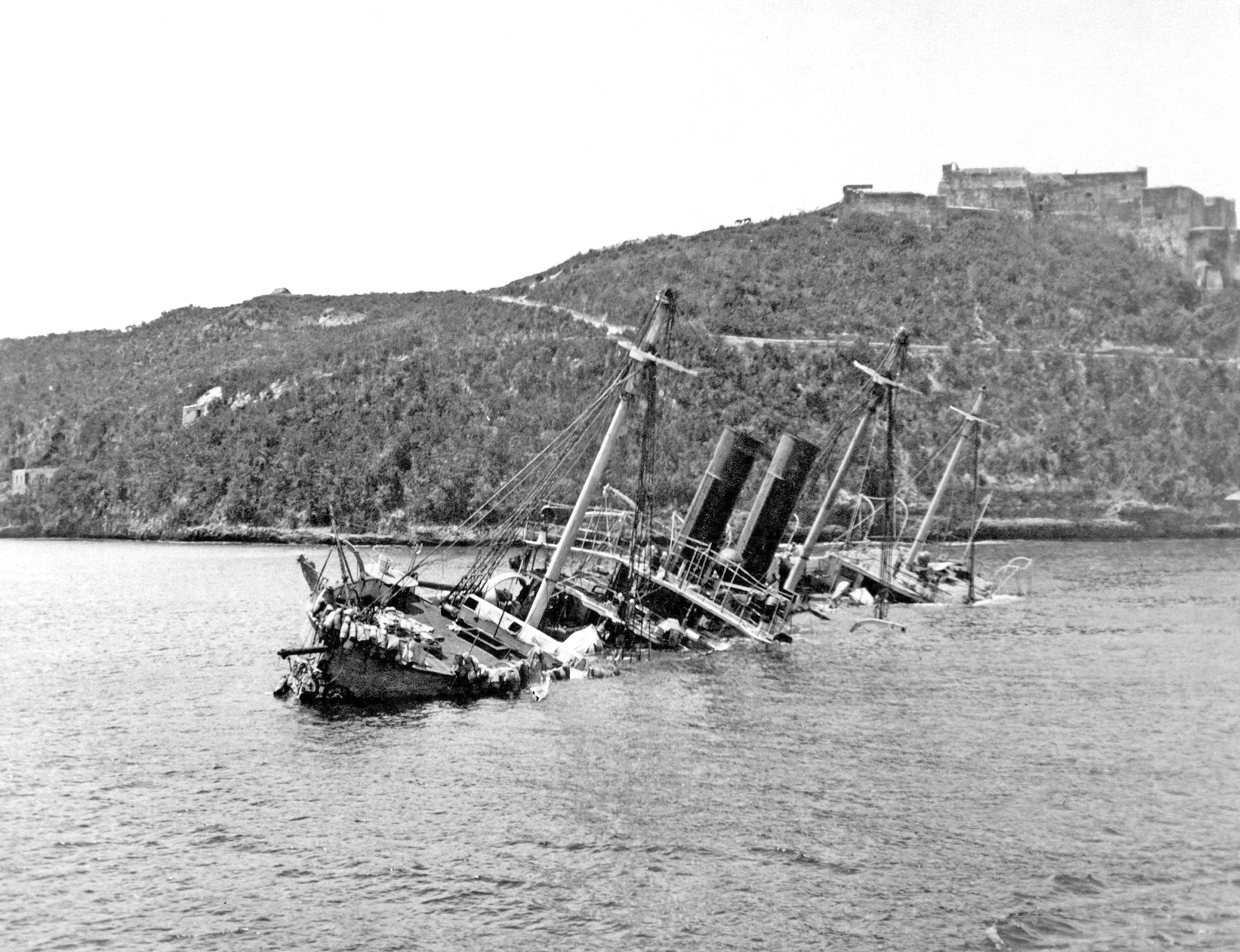
O afundado Reina Mercedes no canal em Santiago de Cuba.

Os navios americanos em Santiago, por sua vez, tiveram muitos sucessos na batalha, mas muitos poucos danos sérios. O pequeno iate armado Vixen estava quase afundado, mas as baixas do lado americano do caso eram notavelmente leves; apenas um homem foi morto, Yeoman George Henry Ellis do Brooklyn. Vítimas espanholas contados cerca de 500, incluindo o Capitão Villaamil do Furor, o oficial espanhol de mais alto escalão a perder a vida na batalha. Todos os seis navios da esquadra espanhola foram perdidos. Os 1 612 marinheiros espanhóis resgatados, incluindo o Almirante Cervera, foram enviados para a Ilha de Seavey no Estaleiro Naval de Portsmouth em Kittery, Maine, onde eles foram confinados em Camp Long de 11 de julho de 1898 até meados de setembro de 1898.
No rescaldo da batalha, o General Chambers McKibbin, originalmente de Chambersburg, Pensilvânia, foi escolhido como governador militar da cidade de Santiago de Cuba.
Dois dos navios espanhóis, Infanta Maria Teresa e Cristóbal Colón, foram mais tarde re-flutuaram e retomados pelos Estados Unidos Both eventualmente afundou e se perdeu. O Reina Mercedes, abandonado na Baía de Santiago por causa de problemas de motor, era um cruzador desprotegido capturado pela Marinha os EUA e usado como um navio receptor até 1957 como o USS Reina Mercedes.
Todas as várias bandeiras, bandeirolas de navio de guerra, bandeiras nacionais de combate, o padrão real, bandeiras almirantes e assim por diante recuperados dos navios espanhóis nos dias seguintes a batalha, fazem parte do United States Navy Trophy Flag Collection no U.S. Naval Academy Museum, em Annapolis, Maryland. A coleção foi dada ao cuidado da Academia Naval dos Estados Unidos, por um ato do Congresso em 1849. Em 1998, em reconhecimento do centenário da batalha e da Guerra Hispano-Americana, o Secretário da Marinha dos Estados Unidos autorizou o retorno da Bandeira Nacional de Combate da marinha espanhola Infanta Maria Teresa para a Marinha espanhola através do seu Chefe do Estado Maior, que era para se reunir com o Chefe de Operações Navais da Marinha dos Estados Unidos em Newport, Rhode Island. No entanto, o retorno da bandeira foi abortado quando o curador do Museu Naval da Academia, citando a linguagem do Congresso a partir de 1849, se recusou a entregar a bandeira, devido à política.